# Langues voltaïco-congolaises
Les langues voltaïco-congolaises sont une hypothétique branche majeure de la famille de langues nigéro-congolaises, regroupant 1 250 langues parlées par 320 millions de locuteurs (dont 200 millions en langues bantoues).
Une étude en linguistique comparée réalisée par John M. Stewart dans les années 1960 et 1970 a permis d'établir l'unité génétique de la branche voltaïco-congolaise et d'en révéler la structure interne, mais ces résultats restent incertains.
En 2000, Williamson et Blench notent que dans plusieurs cas, il est difficile de délimiter avec précision les branches voltaïco-congolaises, et en concluent que cela pourrait provenir de la diversification du continuum linguistique plutôt que d'une séparation nette en familles. Cela avait déjà été suggéré par Bennet en 1983, dans le cas des langues gour et langues adamawa-oubanguiennes, qui sont parfois regroupées sous la famille des langues savannas (en). Les autres branches sont les langues krou, sénoufo, kwa et bénoué-congolaises, qui incluent le groupe des langues bantoues. La relation entre les langues kwa et les langues bénoué-congolaises, et celle entre la branche orientale et la branche occidentale de ces dernières n'est pas clairement définie.
Les systèmes de voyelles des langues voltaïco-congolaises ont fait l'objet de nombreux débats en linguistique comparée. Casali, en 1995, soutient l'hypothèse selon laquelle la langue proto-voltaïco-congolaise comportait initialement un système à neuf ou dix voyelles reposant sur l'harmonie vocalique, et cet ensemble a été réduit à un système de sept voyelles dans de nombreuses langues voltaïco-congolaises.

## Classification
| langues voltaïco‑congolaises | \| \| langues krou \| \| \| \| \| \| langues sénoufo \| \| \| \| \| \| langues savannas (auparavant langues gour et langues adamaoua-oubanguiennes) \| \| \| \| \| \| langues kwa \| \| \| \| \| \| langues voltaïco-nigériennes \| \| \| \| \| \| langues bénoué-congolaises \| \| \| \| |
|                              | \| \| langues krou \| \| \| \| \| \| langues sénoufo \| \| \| \| \| \| langues savannas (auparavant langues gour et langues adamaoua-oubanguiennes) \| \| \| \| \| \| langues kwa \| \| \| \| \| \| langues voltaïco-nigériennes \| \| \| \| \| \| langues bénoué-congolaises \| \| \| \| |
|                              | langues krou |
|                              | |
|                              | langues sénoufo |
|                              | |
|                              | langues savannas (auparavant langues gour et langues adamaoua-oubanguiennes) |
|                              | |
|                              | langues kwa |
|                              | |
|                              | langues voltaïco-nigériennes |
|                              | |
|                              | langues bénoué-congolaises |
|                              | |